# Le Poids du déshonneur
Pour plus de détails, voir Fiche technique et Distribution.
Le Poids du déshonneur ou L'ombre du doute au Québec (Before and After) est un film américain réalisé par Barbet Schroeder et sorti en 1996.

## Synopsis
Carolyn Ryan est une pédiatre respectée d'une petite ville du Massachusetts. Elle est mariée à Ben, sculpteur, avec lequel elle a deux enfants, Judith et Jacob. Leur vie calme et ordonnée est soudainement bouleversée quand leur fils Jacob prend la fuite après le meurtre de sa petite amie, Martha Taverner. Ben va alors découvrir des preuves accablantes dans la voiture de son fils. Il décide de les faire disparaitre.

## Fiche technique
Sauf indication contraire, les informations mentionnées dans cette section peuvent être confirmées par la base de données cinématographiques IMDb,  présente dans la section « Liens externes ».
- Titre français : Le Poids du déshonneur
- Titre québécois : L'ombre du doute
- Titre original : Before and After
- Réalisateur : Barbet Schroeder
- Scénario : Ted Tally, d'après le roman Before and After de Rosellen Brown (en)
- Direction artistique : Steve Saklad
- Décors : Stuart Wurtzel
- Costumes : Ann Roth
- Photographie : Luciano Tovoli
- Montage : Lee Percy
- Musique : Howard Shore
- Production : Susan Hoffman et Barbet Schroeder

Coproducteur : Chris Brigham
Producteurs délégués : Roger Birnbaum et Joe Roth
- Sociétés de production : Caravan Pictures et Hollywood Pictures
- Sociétés de distribution : Buena Vista Pictures (États-Unis), Les Films du losange (France)
- Budget : 35 millions de dollars
- Pays d'origine :  États-Unis
- Langue originale : anglais
- Format : couleur -
- Genre : drame, thriller, policier
- Durée : 108 minutes
- Dates de sortie[1] :
  - États-Unis : 23 février 1996
  - France : 12 juin 1996

## Distribution
- Meryl Streep (VF : Marie Vincent) : Carolyn Ryan
- Liam Neeson (VF : Richard Darbois) : Ben Ryan
- Edward Furlong (VF : Hervé Rey) : Jacob Ryan
- Julia Weldon (VF : Mélanie Laurent) : Judith Ryan
- Alfred Molina (VF : Jacques Frantz) : Panos Demeris
- Daniel von Bargen (VF : Mario Santini) : Fran Conklin
- John Heard (VF : Philippe Catoire) : Wendell Bye
- Ann Magnuson : Terry Taverner
- Alison Folland : Martha Taverner
- Kaiulani Lee (VF : Sylvie Moreau) : Marian Ragner
- Larry Pine : Dr. Tom McAnally
- Ellen Lancaster (VF : Catherine Davenier) : l'assistante de Panos
- Wesley Addy (VF : Jean-François Laley) : le juge Grady
- Paul Giamatti : un homme à l'audience (non crédité)

## Production
Le tournage a lieu de février à mai 1995. Il se déroule dans le Massachusetts (Great Barrington, Lee, Lenox, Pittsfield, Egremont et Springfield) en ainsi qu'au tribunal du comté de Bergen à Hackensack .

## Accueil
Le film reçoit des critiques majoritairement négatives. Sur l'agrégateur américain Rotten Tomatoes, il récolte 32% d'opinions favorables pour 19 critiques et une note moyenne de 4,80⁄10.
| Pays ou région    | Box-office     | Date d'arrêt du box-office | Nombre de semaines |
| ----------------- | -------------- | -------------------------- | ------------------ |
| États-Unis Canada | 8 797 839 $    | -                          | -                  |
| France            | 28 925 entrées | -                          | -                  |
| Total mondial     | 12 041 839 $   | -                          | -                  |